# Laparade
Laparade (okzitanisch La Parada) ist eine französische Gemeinde mit 395 Einwohnern (Stand 1. Januar 2022) im Département Lot-et-Garonne in der Region Nouvelle-Aquitaine. Sie gehört zum Arrondissement Marmande und zum Kanton Tonneins.

## Geographie
Laparade liegt rund 25 Kilometer nordwestlich von Agen am rechten Ufer des Flusses Lot. Nachbargemeinden sind Brugnac im Norden Castelmoron-sur-Lot im Osten, Lafitte-sur-Lot im Süden, Clairac im Südwesten und Grateloup-Saint-Gayrand im Westen.

## Geschichte
Laparade wurde 1265 unter dem Namen „Castelseigneur“ gegründet, 1277 erhielt die Gemeinde ihren heutigen Namen.

## Bevölkerungsentwicklung
| Jahr      | 1962 | 1968 | 1975 | 1982 | 1990 | 1999 | 2011 | 2018 |
| Einwohner | 447  | 479  | 497  | 526  | 408  | 447  | 445  | 376  |

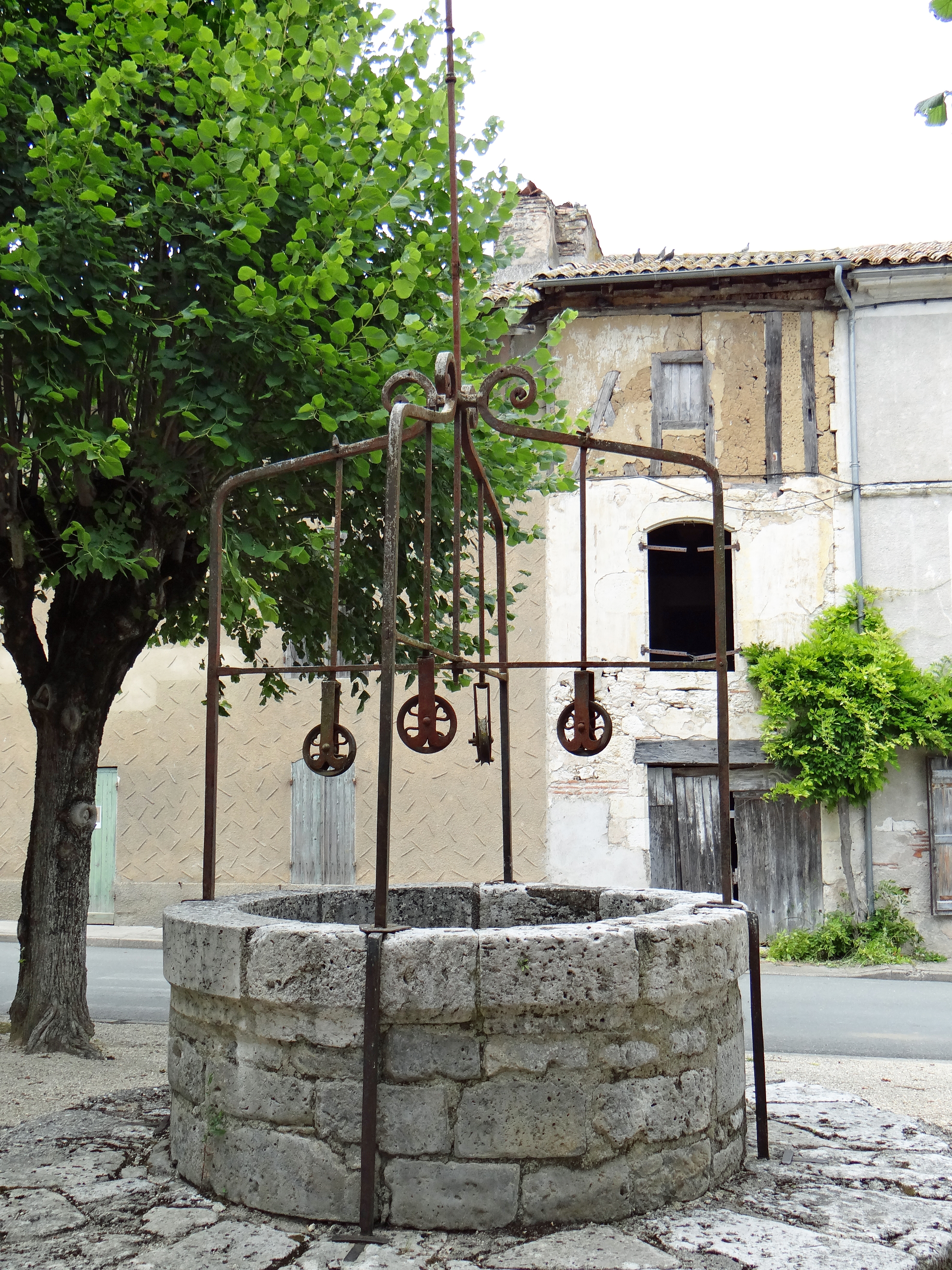
Brunnen in Laparade
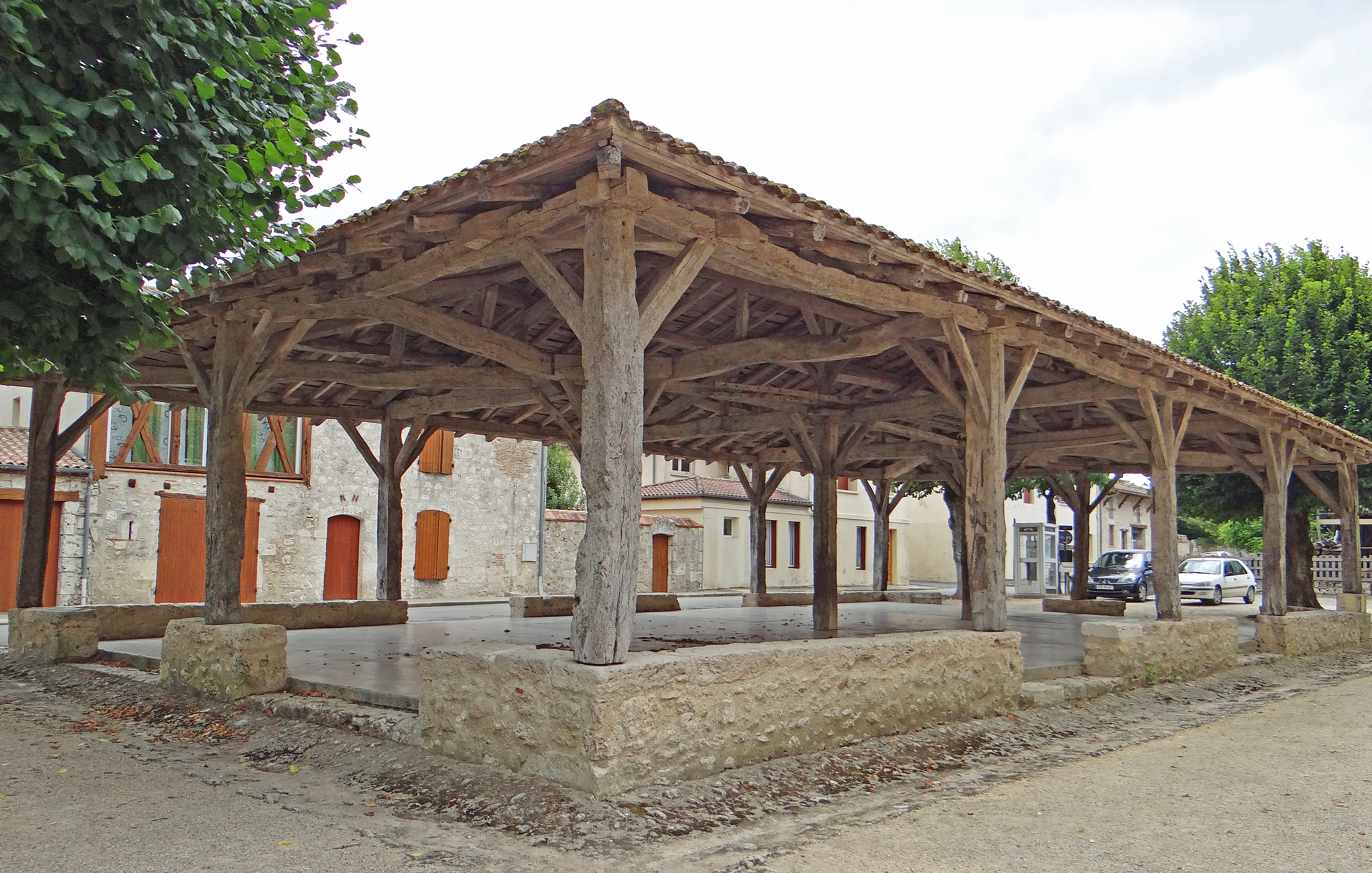
Alte Markthalle